# تاكر
تاكر (بالإنجليزية: Tucker)‏ هو مصارع محترف بريطاني، ولد في 5 أبريل 1990 في بلفاست في المملكة المتحدة.